# Zeemeerminnenparade
De Zeemeerminnenparade is een sinds 2010 jaarlijks in het Nederlandse Scheveningen georganiseerde parade waarmee aandacht wordt gevraagd voor schoon zeewater. De parade vindt plaats op 21 juni (Midzomerfeest), en is geïnspireerd op de Coney Island Mermaid Parade in New York. Milieugroeperingen, politieke partijen en scholen van basisonderwijs tot hbo nemen deel.

## Doelstelling
Met de Zeemeerminnenparade en de bijhorende randactiviteiten wordt aandacht gevraagd voor schoon zeewater en het begin van de zomer. De opbrengst van de parade gaat elk jaar naar een goed doel. In 2010 werd de National Wildlife Federation ondersteund in verband met de olieramp in de Golf van Mexico. In 2011 ging de opbrengst naar het Japanse Rode Kruis voor hulp na de Zeebeving te Sendai. In 2012 werd geparadeerd voor de nijlpaarden in het iSimangaliso Wetland Park in Oeganda.

## Tedkids
In 2012 werd voorafgaand aan de derde Zeemeerminnenparade een TedKidsbijeenkomst georganiseerd waarbij kinderen uit Den Haag en de rest van Nederland hun ideeën over schoon zeewater konden presenteren in het Appeltheater.